# Kristin Dimitrova
Kristin Dimitrova (în bulgară Кристин Димитрова; n. 19 mai 1963, Sofia, Republica Populară Bulgaria) este o scriitoare și poetă bulgară.

## Carieră
Kristin s-a născut pe 19 mai 1963, în Sofia.
A absolvit  Studii Engleze și Americane la Universitatea din Sofia, iar acum lucrează la Departamentul de Limbi Străine al acestei Universități. Din 2004 până în 2006, a fost redactor la Art Trud, suplimentul săptămânal pentru arte și cultură al Trud Daily, iar în 2007-2008 a fost editorialist la Klasa Daily. Din 2008 a fost un participant regulat la emisiunea de vineri de la Darik Radio - The Big Jury.
Kristin Dimitrova a câștigat cinci premii naționale pentru poezie, trei pentru proză și unul pentru traducerea poeziei lui John Donne în bulgară. Traduceri ale poeziei, povestirilor și eseurilor  Dimitrovei au fost publicate în antologii și periodice din 35 de țări, inclusiv Austria, Belarus, Bosnia și Herțegovina, Canada, China, Croația, Republica Cehă, Franța, Germania, Ungaria, Islanda, Irlanda, Italia, Lituania, Macedonia, Mexic, Olanda, România, Rusia, Slovenia, Serbia, Polonia, Suedia, Turcia, Regatul Unit și Statele Unite.

## Opere
Poezii
- Al treisprezecelea copil al lui Jacob (1992), Svobodno Poetichesko Obshtestvo, Sofia;
- O față sub gheață, (1997), Svobodno Poetichesko Obshtestvo, Sofia;
- Figuri închise (1998), Ab Publishers, Sofia;
- Fețe cu limbi răsucite (1998), Literaturen Forum, Sofia;
- Reparații al talismanului (2001), Editura PAN, Sofia;
- Kristin Dimitrova: Selecții de poezii în greacă, bulgară și engleză, (2002), (traducere în greacă de Panos Stathoyannis), Soros Center for Arts, Sofia;
- Oamenii cu felinare (2003), Janet 45 Publishers, Plovdiv;
- O vizită la ceasornicar (2005), (traducere în engleză de Gregory O’Donoghue), Southword Editions, Cork, Irlanda.
- The Cardplayer's Morning (2008), Janet 45 Publishers, Plovdiv;
- Viața mea în pătrate (Smokestack Books, Marea Britanie, 2010)

Ficțiune
- Tarot: the Doors Within (2001), Editura LIK, Sofia;
- Dragoste și moarte sub peri strâmbi (2004), povestiri, Obsidian Ltd., Sofia.
- Sabazius (2007), un roman, Ink (Locus Publishing Ltd.), Sofia.
- Calea secretă a cernelii (2010), povestiri, Obsidian Ltd., Sofia.

Scenarii
- Capra (2006) (în bulgară Козелът), scrisă în colaborare cu regizorul de film Georgi Dulgherov. Filmul a fost lansat în 2009.

Traduceri în bulgară
- Anagrama (1999), o selecție a poeziei lui John Donne, Obsidian Ltd., Sofia.